# Eulaliusz
Eulaliusz (zm. w 423 w Kampanii) – antypapież w okresie od 27 grudnia 418 do 3 kwietnia 419.

## Życiorys
Z pochodzenia był prawdopodobnie Grekiem. W momencie śmierci papieża Zozyma, diakoni oraz niektórzy kapłani wybrali na papieża Eulaliusza, natomiast dzień później większość kapłanów wybrała papieżem Bonifacego. Eulaliusza poparł cesarski prefekt miasta, jednak gdy cesarz Flawiusz Honoriusz otrzymał informację o drugim wyborze, postanowił zwołać synod w Rawennie. Ponieważ nie przyniosło to żadnych rezultatów, zwołano kolejny synod w Spoleto 13 czerwca 419 roku, a do tego czasu obaj biskupi mieli opuścić Rzym. Eulaliusz nie podporządkował się temu zarządzaniu i siłą zajął Lateran. W wyniku tych działań synod nie odbył się, a cesarz zdecydowanie poparł Bonifacego. 3 kwietnia 419, Eulaliusz został wygnany z Rzymu. Po śmierci Bonifacego, Eulaliusz nie próbował już odzyskać Stolicy Piotrowej i zmarł jako biskup Kampanii.